# Estisch voetbalelftal (mannen)
Het Estisch voetbalelftal is een team van voetballers dat Estland vertegenwoordigt in internationale wedstrijden en competities, zoals voorrondes van het WK en het EK. Het is dit team nog niet gelukt zich te kwalificeren voor de eindrondes van een toernooi. Na de onafhankelijkheid in 1991 bleek Estland de zwakste van de drie Baltische staten te zijn, maar de laatste jaren zijn de prestaties opmerkelijk verbeterd. Op 7 maart 2012 bereikte Estland met de 47ste plek de hoogste klassering ooit op de FIFA-wereldranglijst.

## Geschiedenis
Estland speelde zijn eerste internationale wedstrijd in 1920, het verloor met 6-0 van Finland. Het nam in 1924 deel aan de Olympische Spelen in Parijs. Estland speelde in de voorronde tegen de Verenigde Staten en verloor met 1-0.  Estland trad aan met de volgende elf spelers: August Lass (doelman), Arnold Pihlak, Otto Silber, Elmar Kaljot, Bernhard Rein, Harald Kaarman, Heinrich Paal, Hugo Väli, Eduard Ellman-Eelma, Oskar Üpraus (aanvoerder) en Ernst-Aleksandr Joll.
In 1934 en 1938 schreef de ploeg zich in voor de WK's in 1934 en 1938. Het werd het in de voorronde uitgeschakeld door respectievelijk Zweden en door zowel Duitsland als Zweden. Het boekte wel zijn eerste overwinning in een kwalificatie-cyclus, voor het WK van 1938 won het van Finland. In 1940 werd het land geannexeerd door de Sovjet-Unie.
In 1991 werd Estland weer een zelfstandig land. Estland speelde zijn eerste interlands in de Baltische Beker, maar die werden niet erkend door de FIFA. Op 3 juni 1992 speelde Estland zijn eerste officiële wedstrijd, 1-1 tegen Slovenië. De eerste twee kwalificatie-reeksen van het WK 1994 en EK 1996 waren geen succes: in 20 wedstrijden werden negentien wedstrijden verloren en één keer gelijk gespeeld tegen Malta.
De merkwaardigste "wedstrijd" in de kwalificatie-reeks van het WK in 1998 werd gespeeld op 9 oktober 1996 tussen Schotland tegen Estland, de Schotten trainden een dag voor de wedstrijd en klaagden over de kwaliteit van de lichtmasten. Schotland eiste, dat de wedstrijd in de middag werd gespeeld. De FIFA stemde in met het Schotse verzoek, maar de Esten waren boos, omdat ze tv-ontvangsten zouden missen. Toen de wedstrijd moest beginnen, kwamen de Esten niet opdagen en de FIFA besliste een 0-3 overwinning voor de Schotten. De Este voetbalbond ging in beroep en de wedstrijd moest een half jaar later worden overgespeeld. In Monaco bleef het doelpuntloos. Estland eindigde op de voorlaatste plaats en won zijn eerste kwalificatie-wedstrijd sinds de onafhankelijkheid: 1-0 tegen Wit-Rusland.
Tussen 1998 en 2010 eindigden de Esten meestal op de voorlaatste plaats. Er was één overwinning op een vooraanstaand land: voor het WK van 2010 won het met 2-0 van België. Gelijke spelen waren tegen Schotland (EK 2000), Kroatië en Bulgarije (EK 2004),  Rusland (WK 2006) en Turkije (WK 2010). Voor het WK van 2002 stond het vijf minuten voor tijd met 2-1 voor tegen Nederland, maar verloor uiteindelijk met 2-4. Tussen 2000 en 2007 waren twee Nederlanders verantwoordelijk voor het Estische team: Arno Pijpers en Jelle Goes.
In de kwalificatie-reeks van 2012 leek de ploeg kansloos na zeven wedstrijden: het land boekte twee overwinningen en vier nederlagen. Hoogtepunten waren een overwinning en een gelijkspel tegen Servië, dieptepunt was een 2-0 nederlaag tegen de Faeröer Eilanden. In de laatste drie wedstrijden begon Estland aan een inhaalrace: er werd uit gewonnen van Slovenië en twee overwinningen op Noord-Ierland. Omdat Servië verloor van Slovenië eindigden de Esten op de tweede plaats achter Italië. De play-offs tegen Ierland waren beslist na één wedstrijd: Estland verloor in Tallinn met 0-4, de return eindigde in 1-1.
Deze successen waren slechts een incident: voor het WK van 2014 en het EK van 2016 eindigde het op de vijfde en vierde plaats in zijn groep. Er werd wel weer bijna gewonnen van Nederland: in blessure-tijd werd een voorsprong weggegeven door een benutte strafschop van Robin van Persie. Voor het EK van 2016 was het dieptepunt een 0-0 gelijkspel tegen San Marino. Voor het WK van 2018 werd er alleen gewonnen van Gibraltar en Cyprus, vooral de nederlaag tegen België was pijnlijk: 8-1. Ook kwalificatie voor het EK 2020 werd een teleurstelling, met een laatste plek in de poule en slechts een punt, behaald tegen Wit-Rusland. In de Nations League 2020/21 werd Estland laatste in zijn poule in Divisie C, waardoor het play-offs voor degradatie naar Divisie D moest spelen. Deze verloor het van Cyprus, waardoor Estland voor het eerst in de laagste divisie terechtkwam. Tijdens de kwalificatie voor het WK 2022 (ditmaal werd er wel gewonnen van Wit-Rusland) werd Estland weer vierde in de poule en kon het land zich niet kwalificeren.

## Deelnames aan internationale toernooien

### Wereldkampioenschap
| Wereldkampioenschap voetbal | Wereldkampioenschap voetbal | Wereldkampioenschap voetbal | Wereldkampioenschap voetbal | Wereldkampioenschap voetbal | Wereldkampioenschap voetbal | Wereldkampioenschap voetbal | Wereldkampioenschap voetbal | Wereldkampioenschap voetbal |
| Jaar                        | Ronde                       | Wed.                        | W                           | G                           | V                           | DV                          | DT                          |                             |
| --------------------------- | --------------------------- | --------------------------- | --------------------------- | --------------------------- | --------------------------- | --------------------------- | --------------------------- | --------------------------- |
| 1930                        | Geen deelname               | Geen deelname               | Geen deelname               | Geen deelname               | Geen deelname               | Geen deelname               | Geen deelname               |                             |
| 1934                        | Niet gekwalificeerd         | Niet gekwalificeerd         | Niet gekwalificeerd         | Niet gekwalificeerd         | Niet gekwalificeerd         | Niet gekwalificeerd         | Niet gekwalificeerd         |                             |
| 1938                        | Niet gekwalificeerd         | Niet gekwalificeerd         | Niet gekwalificeerd         | Niet gekwalificeerd         | Niet gekwalificeerd         | Niet gekwalificeerd         | Niet gekwalificeerd         |                             |
| 1950–1990                   | Bij Sovjet-Unie             | Bij Sovjet-Unie             | Bij Sovjet-Unie             | Bij Sovjet-Unie             | Bij Sovjet-Unie             | Bij Sovjet-Unie             | Bij Sovjet-Unie             |                             |
| 1994                        | Niet gekwalificeerd         | Niet gekwalificeerd         | Niet gekwalificeerd         | Niet gekwalificeerd         | Niet gekwalificeerd         | Niet gekwalificeerd         | Niet gekwalificeerd         |                             |
| 1998                        | Niet gekwalificeerd         | Niet gekwalificeerd         | Niet gekwalificeerd         | Niet gekwalificeerd         | Niet gekwalificeerd         | Niet gekwalificeerd         | Niet gekwalificeerd         |                             |
| 2002                        | Niet gekwalificeerd         | Niet gekwalificeerd         | Niet gekwalificeerd         | Niet gekwalificeerd         | Niet gekwalificeerd         | Niet gekwalificeerd         | Niet gekwalificeerd         |                             |
| 2006                        | Niet gekwalificeerd         | Niet gekwalificeerd         | Niet gekwalificeerd         | Niet gekwalificeerd         | Niet gekwalificeerd         | Niet gekwalificeerd         | Niet gekwalificeerd         |                             |
| 2010                        | Niet gekwalificeerd         | Niet gekwalificeerd         | Niet gekwalificeerd         | Niet gekwalificeerd         | Niet gekwalificeerd         | Niet gekwalificeerd         | Niet gekwalificeerd         |                             |
| 2014                        | Niet gekwalificeerd         | Niet gekwalificeerd         | Niet gekwalificeerd         | Niet gekwalificeerd         | Niet gekwalificeerd         | Niet gekwalificeerd         | Niet gekwalificeerd         |                             |
| 2018                        | Niet gekwalificeerd         | Niet gekwalificeerd         | Niet gekwalificeerd         | Niet gekwalificeerd         | Niet gekwalificeerd         | Niet gekwalificeerd         | Niet gekwalificeerd         |                             |
| 2022                        | Niet gekwalificeerd         | Niet gekwalificeerd         | Niet gekwalificeerd         | Niet gekwalificeerd         | Niet gekwalificeerd         | Niet gekwalificeerd         | Niet gekwalificeerd         | Niet gekwalificeerd         |

### Europees kampioenschap
| Europees kampioenschap voetbal | Europees kampioenschap voetbal | Europees kampioenschap voetbal | Europees kampioenschap voetbal | Europees kampioenschap voetbal | Europees kampioenschap voetbal | Europees kampioenschap voetbal | Europees kampioenschap voetbal | Europees kampioenschap voetbal |
| Jaar                           | Ronde                          | Wed.                           | W                              | G                              | V                              | DV                             | DT                             |                                |
| ------------------------------ | ------------------------------ | ------------------------------ | ------------------------------ | ------------------------------ | ------------------------------ | ------------------------------ | ------------------------------ | ------------------------------ |
| 1960–1992                      | Bij Sovjet-Unie                | Bij Sovjet-Unie                | Bij Sovjet-Unie                | Bij Sovjet-Unie                | Bij Sovjet-Unie                | Bij Sovjet-Unie                | Bij Sovjet-Unie                |                                |
| 1996                           | Niet gekwalificeerd            | Niet gekwalificeerd            | Niet gekwalificeerd            | Niet gekwalificeerd            | Niet gekwalificeerd            | Niet gekwalificeerd            | Niet gekwalificeerd            |                                |
| 2000                           | Niet gekwalificeerd            | Niet gekwalificeerd            | Niet gekwalificeerd            | Niet gekwalificeerd            | Niet gekwalificeerd            | Niet gekwalificeerd            | Niet gekwalificeerd            |                                |
| 2004                           | Niet gekwalificeerd            | Niet gekwalificeerd            | Niet gekwalificeerd            | Niet gekwalificeerd            | Niet gekwalificeerd            | Niet gekwalificeerd            | Niet gekwalificeerd            |                                |
| 2008                           | Niet gekwalificeerd            | Niet gekwalificeerd            | Niet gekwalificeerd            | Niet gekwalificeerd            | Niet gekwalificeerd            | Niet gekwalificeerd            | Niet gekwalificeerd            |                                |
| 2012                           | Niet gekwalificeerd            | Niet gekwalificeerd            | Niet gekwalificeerd            | Niet gekwalificeerd            | Niet gekwalificeerd            | Niet gekwalificeerd            | Niet gekwalificeerd            |                                |
| 2016                           | Niet gekwalificeerd            | Niet gekwalificeerd            | Niet gekwalificeerd            | Niet gekwalificeerd            | Niet gekwalificeerd            | Niet gekwalificeerd            | Niet gekwalificeerd            |                                |
| 2020                           | Niet gekwalificeerd            | Niet gekwalificeerd            | Niet gekwalificeerd            | Niet gekwalificeerd            | Niet gekwalificeerd            | Niet gekwalificeerd            | Niet gekwalificeerd            |                                |
| 2024                           | Niet gekwalificeerd            | Niet gekwalificeerd            | Niet gekwalificeerd            | Niet gekwalificeerd            | Niet gekwalificeerd            | Niet gekwalificeerd            | Niet gekwalificeerd            |                                |

### UEFA Nations League
| 2018–19 | C | 37e | 6 | 1 | 1 | 4 | 4  | 8  | Stabiel  |
| 2020–21 | C | 47e | 8 | 0 | 4 | 4 | 5  | 11 | Gedaald  |
| 2022–23 | D | 49e | 4 | 4 | 0 | 0 | 10 | 2  | Gestegen |

## Huidige selectie
Bijgewerkt tot en met 22 maart 2025, de interland tegen  Israël in de kwalificatie voor het WK 2026.
| Nr.         | Naam                      | Wed. | Dlpnt. | Club               |
| ----------- | ------------------------- | ---- | ------ | ------------------ |
| Doel        |                           |      |        |                    |
| 1           | Karl Hein                 | 37   | 0      | Flora              |
| 12          | Matvei Igonen             | 16   | 0      | Botev Plovdiv      |
| 22          | Karl Andre Vallner        | 4    | 0      | FCI Levadia        |
| Verdediging |                           |      |        |                    |
| 2           | Märten Kuusk              | 34   | 0      | Katowice           |
| 3           | Joseph Saliste            | 4    | 0      | Paide              |
| 4           | Tanel Tammik              | 0    | 0      | FCI Levadia        |
| 6           | Rasmus Peetson            | 20   | 1      | FCI Levadia        |
| 13          | Maksim Paskotši           | 34   | 1      | Grasshoppers       |
| 16          | Joonas Tamm               | 65   | 4      | Botev Plovdiv      |
| 18          | Michael Schjönning-Larsen | 9    | 0      | FCI Levadia        |
| 19          | Kristo Hussar             | 5    | 0      | Flora              |
| Middenveld  |                           |      |        |                    |
| 4           | Mattias Käit              | 57   | 8      | Rapid Boekarest    |
| 5           | Markus Soomets            | 16   | 0      | FC Den Bosch       |
| 10          | Kevor Palumets            | 10   | 1      | Podbrezová         |
| 11          | Mihkel Ainsalu            | 21   | 0      | FCI Levadia        |
| 14          | Patrik Kristal            | 3    | 0      | 1. FC Köln II      |
| 17          | Martin Miller             | 37   | 2      | Paide              |
| 20          | Markus Poom               | 30   | 0      | Flora              |
| 21          | Dimitri Jepihhin          | 0    | 0      | Trenčín            |
| Aanval      |                           |      |        |                    |
| 7           | Robi Saarma               | 6    | 0      | Paide              |
| 8           | Henri Anier               | 100  | 23     | Lee Man            |
| 9           | Ioan Jakovlev             | 7    | 1      | Panionios          |
| 15          | Alex Tamm                 | 13   | 2      | Olimpija Ljubljana |
| 23          | Vlasi Sinjavski           | 40   | 1      | 1. FC Slovácko     |

## Statistieken
- Bijgewerkt tot en met de wedstrijd tegen  Slowakije (0-1) op 19 november 2024.

### Van jaar tot jaar
| Jaar | Wedstrijden | Wedstrijden | Wedstrijden | Wedstrijden | Doelpunten | Doelpunten | Doelpunten | Punten |
| Jaar | Duels       | Winst       | Gelijk      | Verlies     | Voor       | Tegen      | Saldo      | Punten |
| ---- | ----------- | ----------- | ----------- | ----------- | ---------- | ---------- | ---------- | ------ |
| 1920 | 1           | 0           | 0           | 1           | 0          | 6          | –6         | 0.000  |
| 1921 | 2           | 0           | 1           | 1           | 0          | 3          | –3         | 0.500  |
| 1922 | 2           | 0           | 1           | 1           | 3          | 11         | –8         | 0.500  |
| 1923 | 5           | 2           | 1           | 2           | 11         | 10         | +1         | 1.000  |
| 1924 | 7           | 0           | 0           | 7           | 5          | 21         | –16        | 0.000  |
| 1925 | 4           | 2           | 2           | 0           | 5          | 2          | +3         | 1.500  |
| 1926 | 5           | 2           | 1           | 2           | 6          | 11         | –5         | 1.000  |
| 1927 | 5           | 3           | 0           | 2           | 13         | 9          | +2         | 1.200  |
| 1928 | 5           | 1           | 2           | 2           | 9          | 5          | +4         | 0.800  |
| 1929 | 6           | 2           | 2           | 2           | 14         | 12         | +2         | 1.000  |
| 1930 | 6           | 1           | 1           | 4           | 9          | 15         | –6         | 0.500  |
| 1931 | 7           | 4           | 0           | 3           | 13         | 10         | +3         | 1.143  |
| 1932 | 7           | 1           | 0           | 6           | 5          | 13         | –8         | 0.286  |
| 1933 | 8           | 3           | 1           | 4           | 13         | 14         | –1         | 0.875  |
| 1934 | 3           | 0           | 3           | 0           | 4          | 4          | 0          | 1.000  |
| 1935 | 8           | 0           | 5           | 3           | 10         | 17         | –7         | 0.625  |
| 1936 | 5           | 1           | 1           | 3           | 8          | 11         | –3         | 0.600  |
| 1937 | 9           | 4           | 1           | 4           | 14         | 19         | –5         | 1.000  |
| 1938 | 7           | 2           | 1           | 4           | 9          | 11         | –2         | 0.714  |
| 1939 | 4           | 0           | 1           | 3           | 5          | 10         | –5         | 0.250  |
| 1940 | 1           | 1           | 0           | 0           | 2          | 1          | +1         | 2.000  |
|      |             |             |             |             |            |            |            |        |
| 1991 | 2           | 0           | 0           | 2           | 1          | 6          | –5         | 0.000  |
| 1992 | 5           | 0           | 3           | 2           | 3          | 10         | –7         | 0.600  |
| 1993 | 14          | 2           | 1           | 11          | 5          | 28         | –23        | 0.357  |
| 1994 | 12          | 0           | 1           | 11          | 1          | 33         | –32        | 0.083  |
| 1995 | 12          | 0           | 0           | 12          | 4          | 44         | –40        | 0.000  |
| 1996 | 12          | 3           | 6           | 3           | 16         | 12         | +4         | 1.000  |
| 1997 | 16          | 4           | 1           | 11          | 13         | 24         | –11        | 0.563  |
| 1998 | 14          | 2           | 4           | 8           | 16         | 27         | –11        | 0.571  |
| 1999 | 16          | 4           | 7           | 5           | 21         | 30         | –9         | 0.938  |
| 2000 | 11          | 6           | 1           | 4           | 14         | 14         | 0          | 1.182  |
| 2001 | 13          | 0           | 6           | 7           | 15         | 36         | –21        | 0.462  |
| 2002 | 11          | 6           | 3           | 2           | 12         | 6          | +6         | 1.364  |
| 2003 | 17          | 4           | 3           | 10          | 12         | 23         | –11        | 0.647  |
| 2004 | 16          | 4           | 4           | 8           | 18         | 33         | –15        | 0.750  |
| 2005 | 12          | 4           | 2           | 6           | 13         | 16         | –3         | 0.833  |
| 2006 | 7           | 1           | 2           | 4           | 4          | 8          | –4         | 0.571  |
| 2007 | 14          | 2           | 2           | 10          | 5          | 25         | –20        | 0.429  |
| 2008 | 14          | 4           | 4           | 6           | 14         | 24         | –10        | 0.857  |
| 2009 | 13          | 4           | 3           | 6           | 11         | 15         | –4         | 0.846  |
| 2010 | 13          | 3           | 4           | 6           | 13         | 18         | –5         | 0.769  |
| 2011 | 14          | 4           | 3           | 7           | 14         | 28         | –14        | 0.786  |
| 2012 | 13          | 5           | 0           | 8           | 10         | 22         | –12        | 0.769  |
| 2013 | 13          | 4           | 3           | 6           | 13         | 20         | –7         | 0.846  |
| 2014 | 14          | 5           | 3           | 6           | 8          | 12         | –4         | 0.929  |
| 2015 | 10          | 5           | 1           | 4           | 12         | 8          | +4         | 1.100  |
| 2016 | 14          | 3           | 5           | 6           | 11         | 28         | –17        | 0.786  |
| 2017 | 13          | 7           | 3           | 3           | 20         | 9          | +11        | 1.308  |
| 2018 | 12          | 2           | 3           | 7           | 8          | 15         | –7         | 0.583  |
| 2019 | 12          | 2           | 2           | 8           | 5          | 28         | –23        | 0.500  |
| 2020 | 8           | 0           | 3           | 5           | 6          | 16         | –10        | 0.375  |
| 2021 | 13          | 4           | 1           | 8           | 13         | 24         | –9         | 0.692  |
| 2022 | 10          | 5           | 3           | 2           | 13         | 10         | +3         | 1.300  |
| 2023 | 12          | 1           | 1           | 8           | 5          | 25         | –20        | 0.250  |
| 2024 | 12          | 3           | 1           | 8           | 15         | 27         | –12        | 0.583  |

### Tegenstanders
| Tegenstander                 | Wed. | W  | G  | V  | DV | DT | DS  | Details |
| ---------------------------- | ---- | -- | -- | -- | -- | -- | --- | ------- |
| Albanië                      | 4    | 0  | 3  | 1  | 1  | 3  | –2  | details |
| Andorra                      | 12   | 12 | 0  | 0  | 28 | 5  | +23 | details |
| Angola                       | 1    | 1  | 0  | 0  | 1  | 0  | +1  | details |
| Antigua en Barbuda           | 1    | 1  | 0  | 0  | 1  | 0  | +1  | details |
| Argentinië                   | 1    | 0  | 0  | 1  | 0  | 5  | -5  | details |
| Armenië                      | 7    | 2  | 3  | 2  | 7  | 7  | 0   | details |
| Azerbeidzjan                 | 12   | 4  | 6  | 2  | 12 | 9  | +3  | details |
| België                       | 10   | 1  | 0  | 9  | 8  | 32 | –24 | details |
| Bosnië en Herzegovina        | 7    | 1  | 1  | 5  | 4  | 21 | –17 | details |
| Brazilië                     | 1    | 0  | 0  | 1  | 0  | 1  | –1  | details |
| Bulgarije                    | 2    | 0  | 1  | 1  | 0  | 2  | –2  | details |
| Canada                       | 2    | 2  | 0  | 0  | 4  | 1  | +3  | details |
| Chili                        | 1    | 0  | 0  | 1  | 0  | 4  | –4  | details |
| China                        | 2    | 0  | 0  | 2  | 0  | 4  | –4  | details |
| Cyprus                       | 10   | 2  | 4  | 4  | 8  | 13 | –5  | details |
| Denemarken                   | 1    | 0  | 1  | 0  | 2  | 2  | 0   | details |
| Duitsland                    | 3    | 0  | 0  | 3  | 1  | 11 | –10 | details |
| Ecuador                      | 2    | 0  | 0  | 2  | 1  | 3  | –2  | details |
| Egypte                       | 2    | 0  | 2  | 0  | 5  | 5  | 0   | details |
| El Salvador                  | 1    | 1  | 0  | 0  | 2  | 0  | +2  | details |
| Engeland                     | 4    | 0  | 0  | 4  | 0  | 9  | –9  | details |
| Equatoriaal-Guinea           | 1    | 1  | 0  | 0  | 3  | 0  | +3  | details |
| Faeröer                      | 8    | 5  | 1  | 2  | 19 | 11 | +8  | details |
| Fiji                         | 1    | 1  | 0  | 0  | 2  | 0  | +2  | details |
| Filipijnen                   | 1    | 1  | 0  | 0  | 1  | 0  | +1  | details |
| Finland                      | 38   | 10 | 10 | 18 | 45 | 79 | –34 | details |
| Frankrijk                    | 1    | 0  | 0  | 1  | 0  | 4  | –4  | details |
| Georgië                      | 8    | 2  | 2  | 4  | 7  | 9  | –2  | details |
| Gibraltar                    | 5    | 4  | 1  | 0  | 14 | 1  | +12 | details |
| Griekenland                  | 6    | 1  | 2  | 3  | 5  | 9  | –4  | details |
| Hongarije                    | 7    | 1  | 1  | 5  | 5  | 17 | –12 | details |
| Hongkong                     | 1    | 1  | 0  | 0  | 2  | 1  | +1  | details |
| Ierland                      | 4    | 0  | 1  | 3  | 1  | 9  | –8  | details |
| IJsland                      | 7    | 1  | 3  | 3  | 4  | 10 | –6  | details |
| Indonesië                    | 1    | 1  | 0  | 0  | 3  | 0  | +3  | details |
| Irak                         | 1    | 0  | 1  | 0  | 1  | 1  | 0   | details |
| Israël                       | 3    | 0  | 0  | 3  | 0  | 12 | –12 | details |
| Italië                       | 7    | 0  | 0  | 7  | 2  | 20 | –18 | details |
| Jordanië                     | 1    | 1  | 0  | 0  | 1  | 0  | +1  | details |
| Kazachstan                   | 3    | 0  | 2  | 1  | 1  | 3  | –2  | details |
| Kirgizië                     | 2    | 1  | 1  | 0  | 2  | 1  | +1  | details |
| Kroatië                      | 9    | 1  | 2  | 6  | 5  | 16 | –11 | details |
| Letland                      | 57   | 11 | 21 | 25 | 60 | 81 | –21 | details |
| Libanon                      | 1    | 0  | 0  | 1  | 0  | 2  | –2  | details |
| Liechtenstein                | 5    | 4  | 1  | 0  | 10 | 2  | +8  | details |
| Litouwen                     | 52   | 22 | 9  | 21 | 82 | 75 | +7  | details |
| Luxemburg                    | 3    | 2  | 1  | 0  | 7  | 1  | +6  | details |
| Malta                        | 8    | 4  | 2  | 2  | 12 | 10 | +2  | details |
| Marokko                      | 1    | 0  | 0  | 1  | 1  | 3  | –2  | details |
| Mexico                       | 1    | 0  | 0  | 1  | 0  | 6  | –6  | details |
| Moldavië                     | 5    | 3  | 1  | 1  | 3  | 1  | +2  | details |
| Montenegro                   | 1    | 0  | 0  | 1  | 0  | 1  | –1  | details |
| Nederland                    | 6    | 0  | 1  | 5  | 4  | 23 | –19 | details |
| Nieuw-Caledonië              | 1    | 0  | 1  | 0  | 1  | 1  | 0   | details |
| Nieuw-Zeeland                | 2    | 1  | 1  | 0  | 4  | 3  | +1  | details |
| Noord-Ierland                | 7    | 2  | 0  | 5  | 7  | 9  | –2  | details |
| Noord-Macedonië              | 6    | 0  | 2  | 4  | 7  | 13 | –6  | details |
| Noorwegen                    | 7    | 1  | 2  | 4  | 5  | 16 | –11 | details |
| Oekraïne                     | 5    | 0  | 0  | 5  | 0  | 11 | –11 | details |
| Oezbekistan                  | 2    | 0  | 2  | 0  | 3  | 3  | 0   | details |
| Oman                         | 2    | 1  | 0  | 1  | 3  | 4  | –1  | details |
| Oostenrijk                   | 4    | 0  | 0  | 4  | 1  | 9  | –8  | details |
| Polen                        | 10   | 1  | 1  | 8  | 5  | 23 | –18 | details |
| Portugal                     | 8    | 0  | 1  | 7  | 1  | 25 | –24 | details |
| Qatar                        | 2    | 0  | 0  | 2  | 0  | 5  | –5  | details |
| Roemenië                     | 4    | 1  | 0  | 3  | 2  | 7  | –5  | details |
| Rusland                      | 5    | 1  | 1  | 3  | 3  | 10 | –7  | details |
| Saint Kitts en Nevis         | 2    | 1  | 1  | 0  | 4  | 1  | +3  | details |
| San Marino                   | 5    | 4  | 1  | 0  | 9  | 0  | +9  | details |
| Saoedi-Arabië                | 3    | 1  | 1  | 1  | 3  | 3  | 0   | details |
| Schotland                    | 8    | 0  | 2  | 6  | 3  | 13 | –10 | details |
| Servië                       | 3    | 1  | 1  | 1  | 4  | 3  | +1  | details |
| Slovenië                     | 9    | 2  | 1  | 6  | 5  | 13 | –8  | details |
| Slowakije                    | 4    | 0  | 0  | 4  | 1  | 5  | –4  | details |
| Spanje                       | 2    | 0  | 0  | 2  | 0  | 6  | –6  | details |
| Tadzjikistan                 | 1    | 1  | 0  | 0  | 2  | 1  | +1  | details |
| Thailand                     | 3    | 0  | 2  | 1  | 2  | 3  | –1  | details |
| Trinidad en Tobago           | 1    | 1  | 0  | 0  | 1  | 0  | +1  | details |
| Tsjechië                     | 5    | 0  | 0  | 5  | 3  | 16 | –13 | details |
| Turkije                      | 8    | 0  | 3  | 5  | 4  | 17 | –13 | details |
| Turkmenistan                 | 1    | 0  | 1  | 0  | 1  | 1  | 0   | details |
| Uruguay                      | 2    | 1  | 0  | 1  | 2  | 3  | –1  | details |
| Vanuatu                      | 1    | 1  | 0  | 0  | 1  | 0  | +1  | details |
| Venezuela                    | 1    | 0  | 0  | 1  | 0  | 3  | –3  | details |
| Verenigde Arabische Emiraten | 2    | 0  | 1  | 1  | 3  | 4  | –1  | details |
| Verenigde Staten             | 2    | 0  | 0  | 2  | 0  | 5  | –5  | details |
| Vietnam                      | 1    | 0  | 0  | 1  | 0  | 1  | –1  | details |
| Wales                        | 4    | 0  | 1  | 3  | 1  | 4  | –3  | details |
| Wit-Rusland                  | 9    | 4  | 1  | 4  | 10 | 10 | 0   | details |
| Zweden                       | 23   | 0  | 3  | 20 | 18 | 70 | –52 | details |
| Zwitserland                  | 5    | 0  | 0  | 5  | 0  | 18 | –18 | details |

## FIFA-wereldranglijst[1]
| 1993 | 1994 | 1995 | 1996 | 1997 | 1998 | 1999 | 2000 | 2001 | 2002 | 2003 | 2004 | 2005 | 2006 | 2007 | 2008 | 2009 | 2010 | 2011 | 2012 | 2013 | 2014 | 2015 | 2016 | 2017 | 2018 | 2019 | 2020 | 2021 | 2022 | 2023 | 2024 |
| ---- | ---- | ---- | ---- | ---- | ---- | ---- | ---- | ---- | ---- | ---- | ---- | ---- | ---- | ---- | ---- | ---- | ---- | ---- | ---- | ---- | ---- | ---- | ---- | ---- | ---- | ---- | ---- | ---- | ---- | ---- | ---- |
| 109  | 119  | 129  | 102  | 100  | 90   | 70   | 67   | 83   | 60   | 68   | 81   | 76   | 106  | 124  | 119  | 102  | 82   | 57   | 86   | 94   | 84   | 93   | 116  | 89   | 96   | 103  | 109  | 107  | 109  | 122  | 123  |

## Bekende spelers
Meistriliiga ·
Esiliiga ·
Esiliiga B ·
II liiga ·
III liiga ·
IV liiga ·
Naiste Meistriliiga

Beker ·
Supercup

Estisch voetballer van het jaar · Stadions

Nationaal: Mannen · Vrouwen
 Albanië ·  Andorra ·  Armenië ·  Azerbeidzjan ·  België ·  Bosnië en Herzegovina ·  Bulgarije ·  Cyprus ·  Denemarken ·  Duitsland ·  Engeland ·  Estland ·  Faeröer ·  Finland ·  Frankrijk ·  Georgië ·  Gibraltar ·  Griekenland ·  Hongarije ·  Ierland ·  IJsland ·  Israël ·  Italië ·  Kazachstan ·  Kosovo ·  Kroatië ·  Letland ·  Liechtenstein ·  Litouwen ·  Luxemburg ·  Malta ·  Moldavië ·  Montenegro ·  Nederland ·  Noord-Ierland ·  Noord-Macedonië ·  Noorwegen ·  Oekraïne ·  Oostenrijk ·  Polen ·  Portugal ·  Roemenië ·  Rusland ·  San Marino ·  Schotland ·  Servië ·  Slovenië ·  Slowakije ·  Spanje ·  Tsjechië ·  Turkije ·  Wales ·  Wit-Rusland ·  Zweden ·  Zwitserland
 Bohemen ·  Bohemen en Moravië ·  Duitse Democratische Republiek ·  Ierland ·  Joegoslavië ·  Servië en Montenegro ·  Tsjecho-Slowakije ·  GOS ·  Saarland ·  Sovjet-Unie
EJL · A-internationals · Bondscoaches · Statistieken · Estisch vrouwenelftal · Olympisch elftal · Estland U21 · Estland U20 · Estland U19 · Estland U18 · Estland U17 · Estland U16
1920 – 1929 ·
1930 – 1939 ·
1940 – 1949 ·
1950 – 1990 · 
1990 – 1999 ·
2000 – 2009 ·
2010 – 2019 ·
2020 − 2029
OS 1924
1920 ·
1921 ·
1922 ·
1923 ·
1924 ·
1925 ·
1926 ·
1927 ·
1928 ·
1929 · 
1930 · 
1931 · 
1932 · 
1933 · 
1934 · 
1935 · 
1936 · 
1937 · 
1938 · 
1939 · 
1940 · 
1941 · 
1942 · 
1943 · 1944 · 
1945 · 
1946 · 
1947 · 
1948 · 
1949 · 
1950 – 1990 · 
1991 · 
1992 · 
1993 · 
1994 · 
1995 · 
1996 · 
1997 · 
1998 · 
1999 · 
2000 · 
2001 · 
2002 · 
2003 · 
2004 · 
2005 · 
2006 · 
2007 · 
2008 · 
2009 · 
2010 · 
2011 · 
2012 · 
2013 · 
2014 · 
2015 · 
2016 ·
2017 ·
2018 ·
2019 ·
2020
Albanië ·
Andorra ·
Angola ·
Antigua en Barbuda ·
Argentinië ·
Armenië ·
Azerbeidzjan ·
België ·
Bosnië-Herzegovina ·
Brazilië ·
Bulgarije ·
Canada ·
Chili ·
China ·
Cyprus ·
Denemarken ·
Duitsland ·
Ecuador ·
Egypte ·
El Salvador ·
Engeland ·
Equatoriaal-Guinea ·
Faeröer ·
Fiji ·
Filipijnen ·
Finland ·
Frankrijk ·
Georgië · 
Gibraltar ·
Griekenland ·
Hongarije ·
Hongkong ·
Ierland ·
IJsland ·
Indonesië ·
Irak ·
Israël ·
Italië ·
Jordanië ·
Kazachstan ·
Kirgizië ·
Kroatië ·
Letland ·
Libanon ·
Liechtenstein ·
Litouwen ·
Luxemburg ·
Malta ·
Marokko ·
Mexico ·
Moldavië ·
Montenegro ·
Nederland ·
Nieuw-Caledonië ·
Nieuw-Zeeland ·
Noord-Ierland ·
Noord-Macedonië ·
Noorwegen ·
Oekraïne ·
Oezbekistan ·
Oman ·
Oostenrijk ·
Polen ·
Portugal ·
Qatar ·
Roemenië ·
Rusland ·
Saint Kitts en Nevis ·
San Marino ·
Saoedi-Arabië ·
Schotland ·
Servië ·
Slovenië ·
Slowakije · 
Spanje ·
Tadzjikistan ·
Thailand ·
Trinidad en Tobago ·
Tsjechië ·
Turkije ·
Turkmenistan ·
Uruguay ·
Vanuatu ·
Venezuela ·
Verenigde Arabische Emiraten ·
Verenigde Staten ·
Vietnam ·
Wales ·
Wit-Rusland ·
Zweden ·
Zwitserland